# 美容学校
美容学校（びようがっこう）は、美容師になるための教育機関、美容師養成施設のこと。美容師になるには、美容師免許取得に対応している都道府県知事指定の美容師養成施設指定校を卒業しなければならない。
美容師法（昭和32年法律第163号）「美容師は「美容を業とする者」をいい、美容師法に基づき厚生労働大臣の免許を得なければならない。美容師の免許を持たないものは美容を業として行うことはできない。なお、業とは反復継続の意思をもって行うことで、有料・無料は問わない。」

## 日本の養成施設

### 課程
日本での美容師資格を目指す教育課程を開設するには厚生労働省から美容師養成施設の認可を得る必要がある。美容師養成施設には、昼間課程、夜間課程、通信課程がある。

### HIQ/NVQ取得プログラム認定校
下記の教育訓練施設は、国際美容技能証明「HIQ/NVQ取得プログラム」認定校である。Recognition schoool Hairdressing認定校で、美容専門学校の受講対象者は、美容学校生限定。
(Hairdressing)
- 北海道美容専門学校 (北海道札幌市中央区)
- 郡山ヘアメイクカレッジ (福島県郡山市)
- ジュン ヘアモード カレッジ (群馬県高崎市)
- 高崎ビューティモード専門学校 (群馬県高崎市)
- 美容室エレガンス (群馬県高崎市)
- 宇都宮美容専門学校 (栃木県宇都宮市)
- 栃木県美容業衛生同業組合 (栃木県宇都宮市)
- 有限会社カットインぴゅあ (埼玉県和光市)
- デイズ スタジオ (千葉県千葉市中央区)
- パリ総合美容専門学校千葉校 (千葉県千葉市中央区)
- パリ総合美容専門学校柏校 (千葉県柏市)
- 東京ベイカレッジ千葉校（千葉県浦安市）
- メルティングポットアカデミー (千葉県習志野市)
- ザ・キッド アカデミー (東京都世田谷区)
- セリオンアカデミー (東京都品川区)
- トミーズ トラディショナル アカデミー (東京都世田谷区)
- ビーセンスアカデミー (東京都渋谷区)
- モード塾アカデミー (東京都国分寺市)
- アームズデザインスクール (東京都目黒区)
- バンブーアカデミー (東京都大田区)
- ピープルアカデミー (東京都昭島市)
- CBアカデミー (神奈川県横浜市中区)
- 湘南ビューティカレッジ (神奈川県平塚市)
- サイズ プラクティス (神奈川県平塚市)
- エムスラッシュアカデミー (神奈川県横浜市都筑区)
- 静岡アルス美容専門学校 (静岡県掛川市)
- 愛知ビューティーアカデミー名古屋西校(愛知県海部郡大治町)
- IWAI GROUP Beauty Academy (愛知県名古屋市中村区)
- エクラ美容専門学校 (愛知県名古屋市千種区)
- ジャスティスアカデミー (愛知県名古屋市東区)
- パッシーアカデミー (愛知県名古屋市中川区)
- LA PANSEEアカデミー (愛知県名古屋市中区)
- ベルモードアカデミー (愛知県東海市)
- IBA技能開発センター (大阪府大阪市都島区)
- 大阪ベルエベル美容専門学校 (大阪府大阪市北区)
- スリィインフィニティー職業訓練校 (大阪府大阪市中央区)
- 花園国際美容学院 (大阪府東大阪市)
- BOWアカデミー (大阪府大阪市中央区)
- ブレステクニカルセンター (大阪府大阪市東成区)
- NRB日本理容美容専門学校 (大阪府大阪市生野区)
- ユーツーシーアカデミー (大阪府堺市南区)
- ECCアーティスト専門学校 (大阪府大阪市北区)
- ビューティアートスクール職業訓練校 (奈良県奈良市)
- 神戸ベルエベル美容専門学校 (兵庫県神戸市中央区)
- 職業訓練校兵庫ビューティカレッジ (兵庫県神戸市灘区)
- ラ・ピッシュ アカデミー (兵庫県神戸市西区)
- アイム ヘアメイク アカデミー (滋賀県草津市)
- 職業訓練校テクニカルスクール (滋賀県愛知郡愛知川町)
- 香川ビューティアカデミー (香川県高松市)
- 四国美容職業訓練校 (愛媛県松山市)
- 株式会社ケイアンドエム (福岡県北九州市八幡西区)
- 熊本ベルエベル美容専門学校 (熊本県熊本市)
- アートアカデミージャパン (熊本県天草市)
- 明星国際ビューティカレッジ (大分県大分市)
- 宮崎美容専門学校 (宮崎県宮崎市)

(NailService)
- ボーテジャポン インターナショナル ネイルカレッジ (北海道札幌市中央区)
- TAACOBA ネイルアカデミー (東京都中央区)

(Make-Up, Beauty Therapy)
- GrandPlus Habia Beauty School (北海道札幌市中央区)
- アジュール メイクアップスクール (新潟県新潟市中央区)
- 国際ビューティモード専門学校 (新潟県新潟市中央区)
- BE-STAFF MAKE-UP UNIVERSAL BIZAN (東京都渋谷区)
- Know Who (東京都港区)
- メナードビューティアカデミー (愛知県名古屋市中区)
- Bibiインターナショナル (兵庫県神戸市中央区)
- BE-STAFF MAKE-UP UNIVERSAL BIZAN (福岡県福岡市中央区)

(HairdressingとMake-Up(Beauty Therapy)の両コースを開講している) 
- アルファインターナショナルアカデミー (栃木県宇都宮市)
- イーズアクティブ (岐阜県鷺山)
- 髪・匠塾アカデミー (大阪府大阪市北区)
- International Fast Academy (福岡県北九州市小倉南区)

## 海外の養成施設
海外の美容学校を卒業しても、日本の美容師養成施設を卒業していなければ、日本の美容師国家試験は受験できない。

### 中国の養成施設
中国の美容教育を行う施設には、美容師職業技能訓練校、中等職業技能学校及び職業高等学校、職業学院、大学がある。
美容師職業技能訓練校は技術だけを学ぶ短期トレーニングスクールで700校が登録されている（学習期間は1ヶ月、2ヶ月、3ヶ月、6ヶ月、1年がある）。
中等職業技能学校及び職業高等学校は修業年限3年で約140校が登録されている。
職業学院は短期大学に相当するもので修業年限3年であり約80校が登録されている（卒業すると準学士の資格を得ることができる）。
なお、中国ではこれらの施設とは別に弟子が師匠から教わる徒弟制度がある。

### 米国の養成施設
- マギー・ブラザーズ美容学校（アロア (オレゴン州)）
- マギー・ブラザーズ・ビーバートン美容学校（ビーバートン (オレゴン州)）

## 美容学校が出てくる作品
- シザーズ (漫画)
- きのう何食べた?
- いただきストリート2 〜ネオンサインはバラ色に〜
- ミスミソウ (漫画)
- 婚カツ!
- キング・オブ・ザ・ヒル
- 新参者 (小説)